# Darko Sagrak
Darko Sagrak (Zagreb, 1934. – 16. listopada 2014.) bio je hrvatski nakladnik, publicist i prevoditelj iz Zagreba. Po stručnoj spremi je magistar pravnih znanosti.

## Životopis
Rodio se je 1934. u Zagrebu. U rodnom gradu završio je Pravni fakultet. Studirao je i u Njemačkoj, u frankfurtstkoj Akademie für Welthandel. Još kao student počeo se baviti publicistikom. Magistrirao je u Austriji, u Grazu. Pisao je za austrijsku Akademie für Wisenschaft, Kleine Zeitung i druge. Surađivao je u mnogim uglednim europskim stručnim časopisima i listovima koji se bave poviješću i pravom. Objavio je 2500 raznih kritika, kolumna, polemika, intervjua, i sl. Bio je glavni urednik više listova (Crveni križ, Hrvatski domobran i dr.). S njemačkog je preveo djela Milana Šufflaya. Nikada bio član bilo koje političke stranke. Po vlastitim riječima, u njegovom znanstvenom, publicističkom i stručnom radu uvijek ga je motiviralo "hrvatsko domoljublje temeljeno na idejama dr. Ante Stračevića i Stjepana Radića uz kratki izuzetak kada se Radić odrekao HRSS i ušao u beogradsku vladu." 
Radio je kao stalni suradnik Vjesnika od 1957. godine. Bio je na višim dužnostima u Informatoru, zastupnik američke tvrtke Evinrude i poslije na visokoj dužnosti u Chromosu. Od 1988. živio je i radio u Grazu, Austrija, kao privatni poduzetnik i pravni savjetnik.
Od 1992. proučava razdoblje novije hrvatske povijesti i intenzivno se bavi publicističkim radom.
Sudjelovao je na Hrvatskim žrtvoslovnim kongresima.
Umro je 16. listopada 2014., a pokopan je na Mirogoju.

## Djela
- Zagreb: 1941 - 1945: suton Banovine Hrvatske, uskrišenje Nezavisne Države Hrvatske i njezin slom, prva godina u Titovoj Jugoslaviji, 1995.
- Dr. Milan pl. Šufflay: hrvatski aristokrat duha, 1998.
- Dr. Ante Pavelić 50 godina kasnije, 2010.
- Mile Budak o sebi i drugi o njemu, 2006.
- Oko 20 znanstvenih i istraživačkih radova u tisku Hrvatske, Italije, Austrije, Albanije, Njemačke, itd.

Izabrao i pripremio:
- Izabrani eseji, prikazi i članci (Milana Šufflaya), zajedno s Musom Ahmetijem, 1999.
- Izabrani eseji, rasprave, prikazi, članci i korespondencija (Milana Šufflaya),  2000.
- Moj život: (životopisni roman Vlahe Bukovca), 2010.

Uredio:
- Stjepan Krizin Sakač: Hrvati do stoljeća VII.: izabrani radovi o hrvatskoj etnogenezi, opseg 1
- Rim - utočište prognanih, 2002.

Prikupio i uredio:
- Nezavisna država Hrvatska: prijepori i mitovi, 2010.
- Svjetlopisi u Hrvatskoj: 1940-1946, 2014.

## Vanjske poveznice
- Darko Sagrak: Reagiranja: Farsa oko ZERP-a se nastavlja!, Novi list, 19. siječnja 2008.
- Darko Sagrak: Reagiranja: Uredničke škare u potpunosti izmijenile smisao i intenciju bitnih misli predstavljača knjige, Novi list, 3. siječnja 2007.